# Akademisk kvart
Akademisk kvart (ak eller aq) används av nordiska universitet som kvarten mellan den i schema eller program utsatta tiden för en föreläsning eller lektions början och den faktiska minut då den verkligen börjar. En föreläsning som är utsatt till exempelvis klockan 10 börjar på minuten klockan 10.15. Den akademiska kvarten är en internationell företeelse.

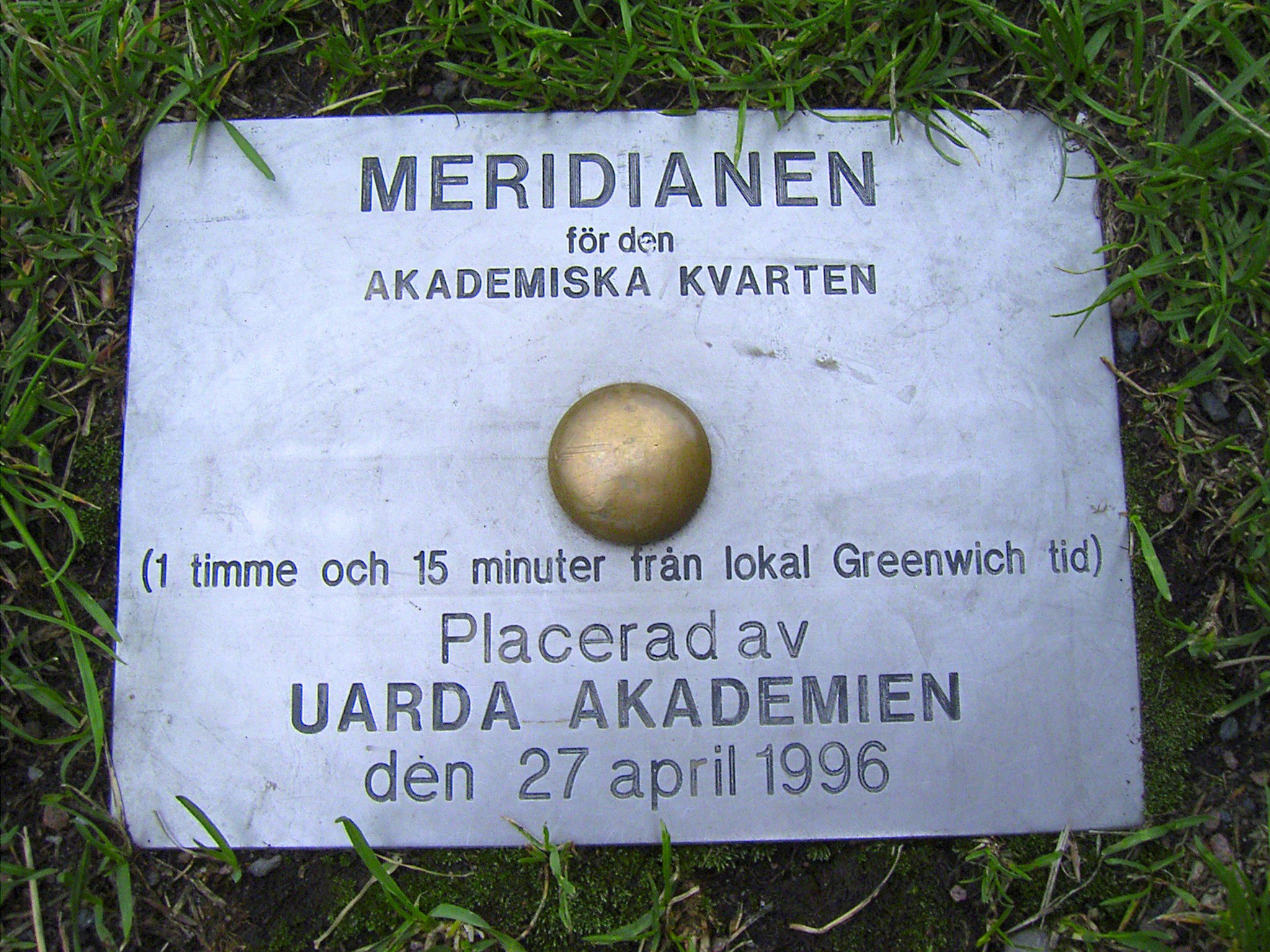
Meridianen för den Akademiska Kvarten, placerad i Lundagård av spexgruppen Uarda Akademien

## Historia
Kvarten började användas på den tiden då studenter i regel inte hade egna fickur varför man istället förlitade sig på kyrkklockors slag varje hel timme. I de gamla universitetsstäderna Uppsala och Lund bodde så gott som alla i domkyrkans närhet. När de då hörde att dess klocka slog exempelvis åtta slag var det dags att gå hemifrån och ändå kunna hinna i tid till föreläsningen. Mer exakt när akademisk kvart började användas har varit svårt att fastslå.

## Användning i modern tid

### Göteborg
Chalmers tekniska högskola använder den akademiska kvarten som den enda rasten mellan föreläsningarna, och den ligger dessutom i slutet av föreläsningen på förmiddagen. Detta gör att föreläsningar alltid står utsatta som om de börjar varje hel timme, även om de börjar kvart över på eftermiddagarna. Detta system gäller både på campus Johanneberg och Campus Lindholmen.

### Stockholm
Handelshögskolan i Stockholm tillämpar akademisk kvart.
Kungliga Tekniska högskolan tillämpar akademisk kvart. På schemat står alltid utsatt starttid vid jämna timmar men alla föreläsningar och övningar börjar kvart över. Endast tentor och laborationer börjar på exakta heltimmar.

### Uppsala och Lund
I Uppsala avskaffades akademisk kvart officiellt 1982 av rector magnificus Martin H:son Holmdahl, dock beslutades i samma stund att alla undervisningstillfällen skulle börja en kvart över hel timme om inte särskilda skäl förelåg. I så fall skulle det anges med tillägget "prick" eller "precis" efter klockslaget, alternativt att klockslaget skrivs ut med fyra siffror (ex 0800). Detta sätt är alltjämt i bruk. Akademisk kvart finns i varierande grad vid andra lärosäten, särskilt sådana där lärosätet är spritt över ett större område vilket gör kvarten nödvändig för att hinna ta sig mellan olika byggnader.
I studentlivet i Uppsala och Lund förekommer även dubbelkvart (dk eller dq). I Uppsala avses den halvtimme mellan hel timme och utsatt tid då en fest eller dylikt börjar. Under denna halvtimme minglas det och gästerna kan söka reda på sina bordsplatser. Den officiella meningen med dubbel kvart är dock att gästerna ska finnas till värdens disposition vid det på dubbel kvart utsatta klockslaget. 
I Lund avses vanligen tidsangivelser gälla med enkel kvart dagtid, och dubbel kvart på helger och kvällar efter klockan 18. Dubbelkvart innebär här att tiden för ett evenemangs start är 30 minuter efter utsatt tid.
För det fall att man vid de äldre lärosätena vill att något ska börja exakt på klockslaget anges tiden alltså som "kl. 14.00" eller "kl. 14 prick/precis" till skillnad från kl. 14. För tider i Lund som har dubbelkvart anges tiden som "prickprick" om det skall gälla på slaget.

### Lokala varianter av skrivsätt
Det finns även vid vissa högskolor  system med olika antal prickar i tidsangivelsen. Om man vill markera att en lektion (eller mer vanligt laboration) verkligen börjar på utsatt tid förekommer olika notationer, exempelvis att man skriver "(.)" (prick) efter klockslaget eller att man skriver ut hela klockslaget med minuter och inte bara hel timme.
Exempel på format 1 ovan:
10.00 = 10:15;
10.00 (.) = 10:00
Exempel på format 2 ovan:
10 = 10:15;
10:00 = 10:00
Här används två prickar (..) för att visa att tiden som anges är den faktiska tiden.
Exempel 19.00 = 19.30;
19.00 (.) = 19.15;
19.00 (..) = 19.00